# Кречмер, Иоганн Герман
Иоганн Герман Кречмер (нем. Johann Hermann Kretzschmer; 1811—1890) — немецкий художник.

## Биография

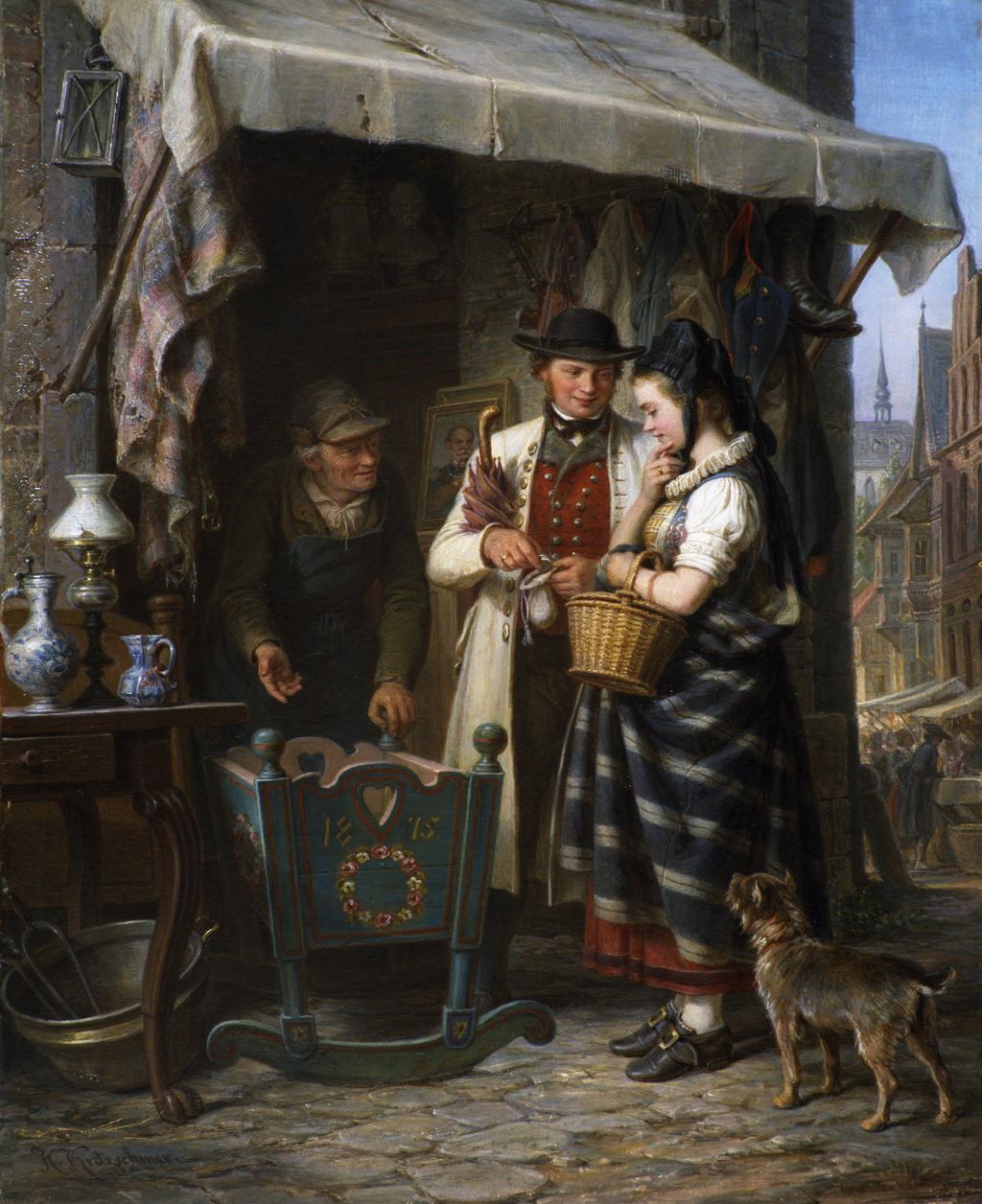
Колыбель (1875)

Получил художественное образование сначала в мастерской Вильгельма Ваха в Берлине, а затем в Дюссельдорфской академии художеств у Вильгельма фон Шадова. В 1830-е годы писал жанровые картины в характерном для эпохи романтическом роде, затем, после поездки в 1840—1841 годах по Средиземноморью, захватившей Грецию, Константинополь и Египет, первым среди берлинских художников обратился к воспроизведению быта и нравов Востока.
Из его картин этой тематики особенно известны «Завтрак в пустыне», «Караван, застигнутый самумом» (1844; в Лейпцигском музее), «Возвращение каравана богомольцев», «Афинские Пропилеи» (1845) и «Хижины феллахов в Луксорском храме» (1849). Впоследствии, но уже с меньшим успехом, он писал исторические сцены, юмористические жанры, чаще всего из детской жизни, а также портреты. Кроме того, занимался офортным гравированием и много работал акварелью.